# Live from Finsbury Park
Live from Finsbury Park è il primo album dal vivo del musicista inglese Sam Fender, pubblicato nel 2022.

## Tracce
Edizione standard
Testi e musiche di Sam Fender.
1. Will We Talk? – 2:43
2. Getting Started – 3:27
3. Dead Boys – 4:24
4. Mantra – 5:18
5. Better Of Me – 4:09
6. The Borders – 5:37
7. Spice – 4:03
8. Howdon Aldi Death Queue – 2:53
9. Get You Down – 4:36
10. Spit Of You – 4:43
11. Alright – 4:40
12. Play God – 4:58
13. The Dying Light – 5:26
14. Saturday – 6:06
15. Seventeen Going Under – 6:15
16. Hypersonic Missiles – 6:24

## Classifiche
| Classifica (2022) | Posizione massima |
| ----------------- | ----------------- |
| Regno Unito       | 17                |